# Lumino, Ticino
Lumino är en ort och kommun i distriktet Bellinzona i kantonen Ticino, Schweiz. Kommunen har 1 614 invånare (2023).